# Zadeni kot Beckham
Zadeni kot Beckham (v izvirniku Bend It Like Beckham) je komično-dramski film iz leta 2002, v katerem so zaigrali Parminder Nagra, Keira Knightley, Jonathan Rhys Myers in Archie Panjabi. Film, ki ga je režiral Gurinder Chadha, je najprej izšel v Veliki Britaniji. Naslov izhaja iz imena slavnega britanskega nogometaša, Davida Beckhama.

## Igralska zasedba
- Parminder Nagra kot Jesminder Kaur »Jess« Bhamra
- Keira Knightley kot Juliette »Jules« Paxton
- Anupam Kher kot g. Bhamra
- Shaheen Khan kot ga. Bhamra
- Jonathan Rhys Meyers kot Joe
- Archie Panjabi kot »Pinky« Bhamra
- Juliet Stevenson kot Paula Paxton
- Ameet Chana kot Tony
- Pooja Shah kot Meena
- Preeya Kalidas kot Monica
- Trey Farley kot Taz
- Saraj Chaudhry kot Sonny
- Paven Virk kot Bubbly
- Nithin Sathya kot natakar